# Kamran Mirza

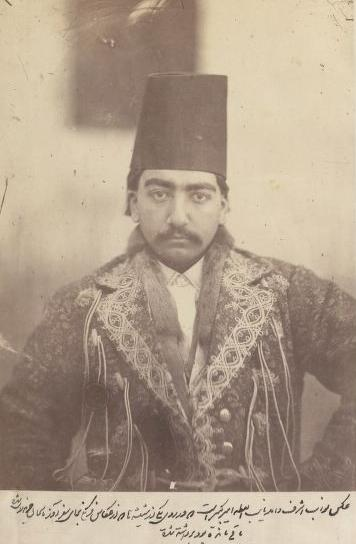

Kamran Mirza Nayeb es-Saltaneh (* 22. Juli 1856 in Teheran; † 15. April 1929 ebenda) war ein Kadscharenprinz und Premierminister des Iran. Kamran Mirza war mit elf Frauen verheiratet. Mit seiner ersten Frau hatte er vier Kinder und mit den restlichen zehn Frauen 19 Kinder.

## Leben
Kamran Mirza war der Lieblingssohn von Naser al-Din Schah und Monir es-Saltaneh. Da seine Mutter nicht aus der Herrscherfamilie der Kadscharen stammte, war Kamran Mirza von der Thronfolge ausgeschlossen.
Seine schulische Ausbildung erhielt Kamran Mirza durch Hauslehrer. Später besuchte er die von der Österreichisch-ungarischen Militärmission in Persien errichtete Militärakademie. Nach dem Abschluss seiner Ausbildung bekleidete er den Rang eines Feldmarschalls.
Bereits im Alter von sechs Jahren wurde er Gouverneur von Teheran, wobei Pasha Khan Amin-al Molk die Amtsgeschäfte führte. Er übte den Posten des Gouverneurs von Teheran bis zum Jahr 1873 aus. Ab 1869 bekleidete er zudem das Amt des Kriegsministers bis 1873. Auch 1884 und 1896 war er für kurze Zeit Kriegsminister.
Auch während der Konstitutionellen Revolution war Kamran Mirza von 1906 bis 1908 Kriegsminister und im Jahr 1909 für wenige Tage Premierminister.
Sein letztes öffentliches Amt übernahm Kamran Mirza als Gouverneur von Chorasan von 1916 bis 1917.

## Auszeichnungen
- Temassaal-e Homayoun-Orden
- Österreichisch-kaiserlicher Leopold-Orden